# せんせいしょん
せんせいしょんは、日本のバンド。

## 来歴
かつて共に『姫神せんせいしょん』の名で音楽活動をしていた、星吉昭を音で追悼しようと2008年結成された。『せんせいしょん』の名は『姫神せんせいしょん』解散の時、佐藤将展が星に「自分は姫神をやる。お前はせんせいしょんをやれ。」と告げられたことに由来する。
音楽は『姫神せんせいしょん』当時と同じくできるだけ生演奏、生録音にこだわっている。
- 2008年1月23日、「桃源郷」をリリース。
- 2008年3月22日、岩手県民会館大ホールにて「再起動コンサート」が催された。
- 2010年12月24日、「Japonesia vol.1」をリリース。ネット配信のみ。Amazon.comデジタルミュージックやiTunesなどで購入できる。
- 2011年7月30日、「紺碧の創造」をリリース。龍泉洞町営50周年記念として発売された。龍泉洞事務所ほか岩泉町内5か所で販売されている。売り上げの内100円が東日本大震災の義援金として寄付される。

## ディスコグラフィ・ アルバム
- 2008年「桃源郷」
- 2010年「Japonesia vol.1」- ネット配信のみ。
- 2011年「紺碧の創造」- 岩手県岩泉町の龍泉洞事務所ほか岩泉町内５か所で販売[2]